# 簡·達威爾
簡·達威爾（英語：Jane Darwell，1879年10月15日—1967年8月13日）是美國舞台，電影和電視演員，出演過100多部電影，她曾憑藉電影憤怒的葡萄獲得奧斯卡最佳女配角獎。好萊塢星光大道上有刻著其姓名的星星。